# Тур ATP 250
Серія Тур ATP 250 (англ. ATP Tour 250 series) — це розряд тенісних професійних турнірів, які проводить Асоціація тенісистів-професіоналів (ATP).
В дану категорію чоловічого туру входять 37 турнірів, перемога в будь-якому з яких приносить тенісистові 250 очок в залік рейтингу ATP. До 2009 року ця градація змагань мала ім'я міжнародної серії ATP.

## Турніри
| чемпіон 2019 |
| чемпіон 2020 |

| Турнір                                                          | Місто          | Держава         | Покриття | Діючий чемпіон (одиночник) |
| --------------------------------------------------------------- | -------------- | --------------- | -------- | -------------------------- |
| ExxonMobil Відкритий чемпіонат Катару                           | Доха           | Катар           | Хард     | Андрій Рубльов             |
| Міжнародний турнір в Аделаїді                                   | Аделаїда       | Австралія       | Хард     | Андрій Рубльов             |
| ASB Classic Відкритий чемпіонат Окленду                         | Окленд         | Нова Зеландія   | Хард     | Уго Ембер                  |
| Відкритий чемпіонат Кордови                                     | Кордова        | Аргентина       | Ґрунт    | Крістіан Ґарін             |
| Тата Відкритий чемпіонат Махараштри                             | Пуне           | Індія           | Хард     | Їржі Весели                |
| Відкритий чемпіонат півдня Франції                              | Монпельє       | Франція         | Хард     | Гаель Монфіс               |
| Відкритий чемпіонат Нью-Йорку                                   | Нью-Йорк       | США             | Хард     | Кайл Едмунд                |
| Відкритий чемпіонат Аргентини                                   | Буенос-Айрес   | Аргентина       | Ґрунт    | Каспер Рууд                |
| Відкритий чемпіонат 13 Провансу                                 | Марсель        | Франція         | Хард     | Стефанос Ціціпас           |
| Відкритий чемпіонат Делрей-Біч by VITACOST.com                  | Делрей-Біч     | США             | Хард     | Рейллі Опелка              |
| Dove Men+Care Відкритий чемпіонат Чилі                          | Сантьяго       | Чилі            | Ґрунт    | Т'ягу Зайбит Вюдж          |
| Fayez Sarofim & Co. чоловічий чемпіонат США на грунтових кортах | Х'юстон        | США             | Ґрунт    | Крістіан Ґарін             |
| Гран-прі Хасана II                                              | Марракеш       | Марокко         | Ґрунт    | Бенуа Пеєр                 |
| Угорський відкритий чемпіонат                                   | Будапешт       | Угорщина        | Ґрунт    | Маттео Берреттіні          |
| Відкритий чемпіонат BMW by FWU                                  | Мюнхен         | Німеччина       | Ґрунт    | { Крістіан Ґарін           |
| Millennium Відкритий чемпіонат Ешторілу                         | Ешторіл        | Португалія      | Ґрунт    | Стефанос Ціціпас           |
| Gonet Відкритий чемпіонат Женеви                                | Женева         | Швейцарія       | Ґрунт    | Александр Зверєв           |
| Відкритий чемпіонат Овернь-Рона-Альпи Ліон                      | Ліон           | Франція         | Ґрунт    | Бенуа Пеєр                 |
| Кубок Mercedes                                                  | Штутгарт       | Німеччина       | Трава    | Маттео Берреттіні          |
| Відкритий чемпіонат Libema                                      | Гертогенбос    | Нідерланди      | Трава    | Адріан Маннаріно           |
| Чемпіонат Майорки                                               | Майорка        | Іспанія         | Трава    |                            |
| Міжнародний турнір Nature Valley                                | Істборн        | Велика Британія | Трава    | Тейлор Фріц                |
| Відкритий чемпіонат тенісної зали слави                         | Ньюпорт        | США             | Трава    | Джон Ізнер                 |
| Відкритий чемпіонат Nordea                                      | Бостад         | Швеція          | Ґрунт    | Ніколаз Ярі                |
| Відкритий чемпіонат Mifel представлений Cinemex                 | Лос-Кабос      | Мексика         | Хард     | Дієго Шварцман             |
| Plava Laguna Відкритий чемпіонат Хорватії Умаг                  | Умаг           | Хорватія        | Ґрунт    | Душан Лайович              |
| Відкритий чемпіонат Швейцарії Гштаад                            | Гштаад         | Швейцарія       | Ґрунт    | Альберт Рамос-Виньолас     |
| Truist Відкритий чемпіонат Атланти                              | Атланта        | США             | Хард     | Алекс де Мінор             |
| Відкритий чемпіонат Вінстон-Сейлему                             | Вінстон-Сейлем | США             | Хард     | Губерт Гуркач              |
| Відкритий чемпіонат Generali                                    | Кіцбюель       | Австрія         | Ґрунт    | Домінік Тім                |
| Відкритий чемпіонат Мозелю                                      | Мец            | Франція         | Хард     | Жо-Вілфрід Тсонга          |
| Відкритий чемпіонат Ченду                                       | Ченду          | КНР             | Хард     | Пабло Карреньо Буста       |
| Чемпіонат Чжухаю                                                | Чжухай         | КНР             | Хард     | Алекс де Мінор             |
| ВТБ Кубок Кремля                                                | Москва         | Росія           | Хард     | Андрій Рубльов             |
| Європейський відкритий чемпіонат                                | Антверпен      | Бельгія         | Хард     | Енді Маррей                |
| Відкритий чемпіонат Стокгольму                                  | Стокгольм      | Швеція          | Хард     | Денис Шаповалов            |
| Відкритий чемпіонат Софії                                       | Софія          | Болгарія        | Хард     | Данило Медведєв            |

## Дивитись також
- Асоціація тенісистів-професіоналів